# Коллі-дель-Тронто
Коллі-дель-Тронто (італ. Colli del Tronto) — муніципалітет в Італії, у регіоні Марке, провінція Асколі-Пічено.
Коллі-дель-Тронто розташоване на відстані близько 155 км на північний схід від Рима, 85 км на південь від Анкони, 15 км на схід від Асколі-Пічено.
Населення — 3701 особа (2014).
Щорічний фестиваль відбувається 7 березня. Покровитель — Santa Felicita.

## Демографія
Населення за роками:

Станом на 1 січня 2023 року в муніципалітеті офіційно проживало 226 іноземців з 31 країни, серед них 45 громадян країн Євросоюзу та 5 громадян України.

## Сусідні муніципалітети
- Анкарано
- Асколі-Пічено
- Касторано
- Спінетолі